# Estados Unidos Perú-Bolivianos
Los Estados Unidos Perú-Bolivianos o Unión Federal del Perú y Bolivia o República Federal de los Incas o Segunda Confederación Perú Boliviana  fue un proyecto de unión federal entre Bolivia y Perú que llegó a la etapa legislativa durante la Guerra del Pacífico pero que nunca se logró concretar.
El 11 de junio de 1880, pocos días después de la derrota en la batalla de Tacna, bajo los mandatos de Nicolás de Piérola y Narciso Campero, ambos gobiernos firmaron en Lima un protocolo sobre las bases preliminares de la unión federal, que preveían:

[...] para afianzar la independencia y la inviolabilidad, paz interior y seguridad exterior de los Estados comprendidos, así como para promover su prosperidad (punto I). Los departamentos de cada una de las dos repúblicas se erigirían en Estados autónomos, con instituciones y leyes propias. Se juntarían Tacna y Oruro, y Potosí y Tarapacá (punto II); y las regiones del Chaco y del Beni y de la montaña peruana formarían distritos federales. Los Estados serían iguales en derechos y tendrían una ciudadanía común (punto V); habría un gobierno nacional conformado por los tres poderes clásicos; y la conducción de la política exterior de la Unión correspondería al Poder Ejecutivo Federal. El Presidente de la Unión sería elegido en votación directa por los ciudadanos de los Estados

## Contexto histórico
En febrero de 1878, Bolivia estableció un nuevo impuesto a la empresa chilena Compañía de Salitres y Ferrocarril de Antofagasta (CSFA), violando el Tratado de límites de 1874 que prohibía nuevos impuestos o el aumento de estos. Chile protestó y solicitó someter el pleito a un arbitraje, pero el Gobierno boliviano, presidido por Hilarión Daza, consideraba el asunto como interno y sujeto a la jurisdicción de las cortes bolivianas. El gobierno de Chile insistió y le advirtió que no se consideraría ligado al tratado limítrofe de 1874 si las autoridades bolivianas no suspendían el impuesto. Por el contrario, Daza rescindió la licencia a la compañía chilena, embargó sus bienes y los puso a remate. El día del remate, el 14 de febrero de 1879, las fuerzas militares chilenas ocuparon la población boliviana de Antofagasta sin resistencia, una ciudad mayoritariamente habitada por chilenos, y avanzaron en pocos días hasta el paralelo 23°S. La zona entre el río Loa y el paralelo 23°S permaneció bajo soberanía boliviana.
El gobierno del Perú, que había firmado con Bolivia un Tratado de alianza defensiva de carácter secreto, ordenó preparar sus fuerzas militares y simultáneamente envió un diplomático a Chile para mediar. Ante el avance chileno en territorio disputado, el 1 de marzo, Bolivia se declaró en estado de guerra contra Chile. Cuando Perú se negó a permanecer neutral, Chile declaró la guerra a ambos aliados el 5 de abril de 1879. El 6 de abril, el Perú declaró el casus foederis, es decir, la entrada en vigor de la alianza secreta con Bolivia.
Es así que el 11 de junio de 1880, en el transcurso de la Guerra del Pacífico pocos días después de la derrota en la batalla de Tacna, bajo los mandatos de Nicolás de Piérola en ese entonces presidente del Perú y Narciso Campero, presidente de Bolivia, ambos gobiernos firmaron en Lima un protocolo sobre las bases preliminares de la unión federal, con el fin de conseguir la paz interior y seguridad exterior de ambos estados.
El 20 de julio de 1880, Simón Martínez Izquierdo envió un proyecto con bases preliminares a los ministros plenipotenciarios de ambos países, en el cual propone la denominación del nuevo estado que se tendría que formar como Estados Unidos Perú-Bolivianos República Federal de los Incas o Confederación Perú Boliviana, mencionando además que el lema sea cambiado por ¡Soy Inca!  y el gentilicio de los habitantes de este nuevo sea "inca" y que la capital provisional se encuentre en Lima.
La junta militar de ambos países aconsejaron realizar un plebiscito, con el fin de consultar a la ciudadanía sobre el proyecto de unión federal, pero por cuestión de la guerra en curso, la consulta nunca se realizó.

## Características de la Unión
1. Los departamentos existentes de cada una de las dos Repúblicas se convierten en Estados Federales con instituciones y leyes propias.
2. Los departamentos de Tacna y Oruro conforman el nuevo Estado Federal de Tacna de Oruro.
3. Los departamentos de Potosí y Tarapacá conforman el nuevo Estado Federal de Potosí de Tarapacá.
4. Las regiones del Chaco y Beni en Bolivia y la llamada La Montaña en Perú forman Distritos Federales sujetos a un régimen especial y al Gobierno directo de la Unión.
5. Congreso compuesto por dos cámaras, una de Diputados de la Nación y de Senadores de los Estados.
6. La Cámara de Diputados compuesto por representantes elegidos directamente por los ciudadanos.
7. El Senado se compone por dos representantes de cada Estado

## Organización territorial

### División administrativa
Se acordó que la Federación estaría formada por: 
- 28 estados federales, los cuales estarían divididos en 3 regiones.
- 3 distritos federales de sujetos a un régimen especial y al Gobierno directo de la Unión.

División administrativa de los Estados Unidos Perú-Bolivianos.

- La Capital Provisional sería Lima[2]

|                                      | N.º | Entidad Federativa              | Capital                 |
| ------------------------------------ | --- | ------------------------------- | ----------------------- |
| Estados Litorales                    | 1   | Ancash                          | Huaraz                  |
| Estados Litorales                    | 2   | Arequipa                        | Arequipa                |
| Estados Litorales                    | 3   | Atacama                         | Cobija                  |
| Estados Litorales                    | 4   | Callao                          | Callao                  |
| Estados Litorales                    | 5   | Ica                             | Ica                     |
| Estados Litorales                    | 6   | Lambayeque                      | Chiclayo                |
| Estados Litorales                    | 7   | La Libertad                     | Trujillo                |
| Estados Litorales                    | 8   | Lima                            | Lima                    |
| Estados Litorales                    | 9   | Moquegua                        | Moquegua                |
| Estados Litorales                    | 10  | Piura                           | Piura                   |
| Estados Litorales                    | 11  | Potosí de Tarapacá o Tarapotosí | Iquique                 |
| Estados Litorales                    | 12  | Tacna de Oruro o Tacnoruro      | Arica                   |
| Estados Centrales o de la cordillera | 13  | Ayacucho                        | Ayacucho                |
| Estados Centrales o de la cordillera | 14  | Apurimac                        | Abancay                 |
| Estados Centrales o de la cordillera | 15  | Cajamarca                       | Cajamarca               |
| Estados Centrales o de la cordillera | 16  | Cochabamba                      | Cochabamba              |
| Estados Centrales o de la cordillera | 17  | Cusco                           | Cusco                   |
| Estados Centrales o de la cordillera | 18  | Huancavelica                    | Huancavelica            |
| Estados Centrales o de la cordillera | 19  | Huanuco                         | Huánuco                 |
| Estados Centrales o de la cordillera | 20  | Junín                           | Cerro de Pasco          |
| Estados Centrales o de la cordillera | 21  | La Paz                          | La Paz                  |
| Estados Centrales o de la cordillera | 22  | Puno                            | Puno                    |
| Estados Fluviales u Orientales       | 23  | Amazonas                        | Chachapoyas             |
| Estados Fluviales u Orientales       | 24  | Beni                            | Trinidad                |
| Estados Fluviales u Orientales       | 25  | Chuquisaca                      | Sucre                   |
| Estados Fluviales u Orientales       | 26  | Loreto                          | Moyobamba               |
| Estados Fluviales u Orientales       | 27  | Santa Cruz                      | Santa Cruz de la Sierra |
| Estados Fluviales u Orientales       | 28  | Tarija                          | Tarija                  |
| Distritos Federales                  | -   | El Beni                         | Cobija                  |
| Distritos Federales                  | -   | Chaco                           | Filadelfia              |
| Distritos Federales                  | -   | La Montaña                      | Puerto Maldonado        |

### Reformas de división territorial

La República Federal de los Incas si se hubieran aplicado las reformas territoriales.

También se plantearon algunos cambios adicionales:
|                                       | N.º | Entidad Federativa | Cambios territoriales | Capital                                     |
| ------------------------------------- | --- | ------------------ | --- | ------------------------------------------- |
| Estados Litorales                     | 1   | Arequipa           | Arequipa perdería las provincias de La Unión, Condesuyos, Castilla y Camaná y se le anexaría el Estado de Moquegua.                                                                                      | Ciudad de Arequipa                          |
| Estados Litorales                     | 2   | Atacama            | | Puerto La Mar                               |
| Estados Litorales                     | 3   | Cangallo           | Creación del Estado de Cangallo conformado por el Estado de Ica y las provincias de Cangallo y Lucanas.                                                                                                  | Villa de Valverde de Ica                    |
| Estados Litorales                     | 4   | Huancavelica       | Huancavelica se anexaría las provincias de Huanta y Cañete. | Villa Rica de Oropesa                       |
| Estados Litorales                     | 5   | Independencia      | Creación del Estado Independencia conformado por Lambayeque y la provincia de Chota, el distrito de Querocotillo y parte del distrito de Colasay.                                                        | Santa María de los Valles de Chiclayo       |
| Estados Litorales                     | 6   | Lima               | Lima anexaría el Estado del Callao y perdería la provincia de Cañete. | Ciudad de los Reyes                         |
| Estados Litorales                     | 7   | Piura              | Piura anexaría la provincia de Jaén con le excepción del distrito de Querecotillo y parte del distrito de Colasay por debajo del río Huancabamba.                                                        | Piura                                       |
| Estados Litorales                     | 8   | Potosí de Tarapacá | | Puerto de Iquique                           |
| Estados Litorales                     | 9   | Tacna de Oruro     | | Puerto de Arica                             |
| Estados Litorales                     | 10  | Trujillo           | La Libertad podría cambiarse de nombre a Trujillo y perdería la provincia de Pataz y se anexaría la provincia de Pallasca.                                                                               | Ciudad de Trujillo                          |
| Estados Centrales o de la corrdillera | 11  | Atahuallpa         | Cajamarca podría cambiarse de nombre a Atahuallpa y perdería las provincias de Jaén y Chota. | San Antonio de Cajamarca                    |
| Estados Centrales o de la corrdillera | 12  | Caravelí           | Creación del Estado de Caravelí conformado por las provincias de Aymaraes, Parinacochas, Condesuyos, La Unión, Castilla y Camaná.                                                                        | San Pedro de Caravelí                       |
| Estados Centrales o de la corrdillera | 14  | Cochabamba         | | Villa Real de Oropesa                       |
| Estados Centrales o de la corrdillera | 15  | Cuzco              | Cuzco perdería las provincias de Canchis, Quispicanchi, Urubamba, Paucartambo, Calca y Convención y se anexaría la provincia de Lampa .                                                                  | Cuzco                                       |
| Estados Centrales o de la corrdillera | 16  | Huamanga           | Ayacucho podría cambiarse de nombre a Huamanga y perdería todas sus provincias menos la provincia homónima y La Mar y se le anexaría el Estado de Apurímac con la excepción de la provincia de Aymaraes. | San Juan de la Frontera de Huamanga         |
| Estados Centrales o de la corrdillera | 17  | Huánuco            | Huánuco se anexaría la provincia de Huari. | Caballeros de León de Huánuco               |
| Estados Centrales o de la corrdillera | 18  | La Paz             | | Nuestra Señora de La Paz                    |
| Estados Centrales o de la corrdillera | 19  | Tarma              | | Cerro de Pasco                              |
| Estados Centrales o de la corrdillera | 20  | Puno               | Puno perdería las provincias de Sandía, Carabaya y Lampa. | San Carlos de Puno                          |
| Estados Fluviales u Orientales        | 21  | Marañon            | Amazonas podría cambiarse de nombre a Marañón o Maynas y se anexaría las provincias de Pataz y Pomabamba.                                                                                                | San Juan de la Frontera de los Chachapoyas  |
| Estados Fluviales u Orientales        | 22  | Santa Cruz         | Santa Cruz, Tarija y Chuquisaca (Sucre) perderían sus partes fluviales para la creación de Territorios o Distritos Federales.                                                                            | Santa Cruz de la Sierra                     |
| Estados Fluviales u Orientales        | 23  | Sucre              | Santa Cruz, Tarija y Chuquisaca (Sucre) perderían sus partes fluviales para la creación de Territorios o Distritos Federales.                                                                            | La Ilustre y Heroica Sucre                  |
| Estados Fluviales u Orientales        | 24  | Tarija             | Santa Cruz, Tarija y Chuquisaca (Sucre) perderían sus partes fluviales para la creación de Territorios o Distritos Federales.                                                                            | Villa San Bernardo de la Frontera de Tarija |
| Distritos Federales                   | -   | Amazonas           | Creación del Territorio o Distrito Federal de Amazonas conformado por el Estado de Loreto, el Distrito de La Montaña y territorios de los ríos Yuruá, Purús, Madeira y Beni                              | San Pablo de Nuevo Napeanos                 |
| Distritos Federales                   | -   | Chaco              | El Territorio o Distrito Federal del Chaco debería estar formado por la parte fluvial de Chuquisaca, Tarija y la Hoya del Plata de Santa Cruz.                                                           | Filadelfia                                  |
|                                       | -   | El Beni            | El Territorio o Distrito Federal del Beni debería estar formado por el Estado de Beni y parte del territorio fluvial de Santa Cruz, menos la anexada por el Chaco.                                       | La Santísima Trinidad                       |

## Límites
- Al norte con Ecuador, Colombia y Brasil, al este con Brasil y Paraguay, al sur con Chile, Argentina y Paraguay, y al oeste con Ecuador y el océano Pacífico.

## Símbolos y emblemas de la Unión Federal

### Escudo de los Estados Unidos Perú-Bolivianos
El Escudo de Armas de la Unión debía tener forma germánica, llevando en su centro un Sol de color oro, rodeado de estrellas del mismo color, sobre un fondo purpúreo; y en la parte superior del escudo, un cóndor posando sobre él y asiéndole con las garras.

### Bandera de los Estados Unidos Perú-Bolivianos
La Bandera de Guerra de dichos Estados tendría la figura de un rectángulo cuyos lados contiguos estarían en la proporción de uno a dos tercios, llevando en el centro el mismo sol y las mismas estrellas que el escudo, sobre un fondo purpureo.
La Bandera de Comercio tendría la misma figura que la de guerra, y los dos colores, púrpura y oro; viéndose en ella alternado trece bandas paralelas y horizontales de las que siete sostengan el primer color y seis el segundo color.  

## Ejército y Armada de la Unión
La situación obligaba a mantenerse en pie de guerra, sin embargo el Ejército de la Unión estaría conformado por el Ejército del Perú y  Ejército de Bolivia; en cuando a la Armada de la Unión, Bolivia al no contar con Armada estaría compuesta solo por la Marina de Guerra del Perú.